# Prvenstvo NSO Split 1990./91.
Prvenstvo Nogometnog saveza općine Split, također kao i Splitska liga, Općinska nogometna liga Split,  je bila liga šestog ranga natjecanja nogometnog prvenstva Jugoslavije u sezoni 1990./91. 
 
Sudjelovala je ukupno pet klubova, a prvak je bio OSK Otok iz Otoka. 

## Ljestvica
| mj. | klub                    | ut.                    | pob.                   | ner.                   | por.                   | gol+                   | gol-                   | bod                    |
| --- | ----------------------- | ---------------------- | ---------------------- | ---------------------- | ---------------------- | ---------------------- | ---------------------- | ---------------------- |
| 1.  | OSK Otok                | 12                     | 10                     | 2                      | 0                      | 36                     | 7                      | 22                     |
| 2.  | Domagoj Konjsko         | 12                     | 4                      | 3                      | 5                      | 12                     | 15                     | 11                     |
| 3.  | Prugovo                 | 12                     | 3                      | 3                      | 6                      | 11                     | 27                     | 9                      |
| 4.  | Mladost Koprivno        | 12                     | 1                      | 4                      | 7                      | 14                     | 24                     | 6                      |
|     | Rašeljka Gornji Vinjani | odustali od natjecanja | odustali od natjecanja | odustali od natjecanja | odustali od natjecanja | odustali od natjecanja | odustali od natjecanja | odustali od natjecanja |

## Rezultatska križaljka
| kratica | klub                    | DOM | MLA | OSK | PRU | RAŠ |
| --- | ----------------------- | --- | --- | --- | --- | --- |
| DOM | Domagoj Konjsko         |     |     |     |     |     |
| MLA | Mladost Koprivno        |     |     |     |     |     |
| OSK | OSK Otok                |     |     |     |     |     |
| PRU | Prugovo                 |     |     |     |     |     |
| RAŠ | Rašeljka Gornji Vinjani |     |     |     |     |     |
| |                         |     |     |     |     |     |
| podebljan rezultat - (1. i 3. utakmica između klubova) rezultat normalne debljine - (2. i 4. utakmica između klubova) rezultat nakošen - nije vidljiv redoslijed odigravanja međusobnih utakmica iz dostupnih izvora rezultat nakošen i smanjen * - iz dostupnih izvora nije uočljiv domaćin susreta prekrižen rezultat - poništena ili brisana utakmica p - utakmica prekinuta 3:0 p.f. / 0:3 p.f. - rezultat 3:0 bez borbe |                         |     |     |     |     |     |